# 拉尔斯·伊瓦尔松
拉尔斯·伊瓦尔松（瑞典語：Lars Ivarsson，1963年10月21日—），瑞典男子冰球运动员，1978年开始职业生涯。他曾代表瑞典参加1988年冬季奥林匹克运动会冰球比赛，获得一枚铜牌。